# Mohammed Salisu
Mohammed Salisu Abdul Karim (n. 17 aprilie 1999, Accra, Ghana) este un fotbalist ghanez, care joacă pe postul de fundaș central la clubul din Ligue 1 AS Monaco și la echipa națională de fotbal a Ghanei.
Salisu și-a început cariera profesionistă la Valladolid, jucând pentru echipa de rezervă înainte de a debuta cu prima echipă în 2019. A făcut 34 de apariții pentru club înainte de a se alătura lui Southampton pentru suma de 10,9 milioane de lire sterline în 2020.

## Carieră

### Primii ani
Născut în Kumasi, Salisu și-a început cariera la clubul său local de tineret Kumasi Barcelona Babies înainte de a se alătura Academiei de Fotbal din Africa de Vest în 2013.   L-a părăsit pe acesta din urmă din motive personale în 2015,  și apoi a rămas peste un an fără echipă înainte de a impresiona la o probă la nou-înființata filială Nsawam a African Talent Football Academy în martie 2017.  În octombrie 2017, s-a alăturat echipei de tineret a lui Real Valladolid. 

### Valladolid

#### sezonul 2017-18
Salisu și-a făcut debutul cu rezervele pe 28 ianuarie 2018, începând cu o înfrângere de 4–2 în Segunda División B pe teren propriu împotriva lui Coruxo. La 1 martie, și-a prelungit contractul până în 2021.  A marcat primul său gol ca senior pe 29 aprilie, reușind egalarea în minutul 82 al unei remize 2–2 în deplasare împotriva lui Racing Ferrol. 

#### sezonul 2018-19
Pe 16 iulie 2018, Salisu a fost promovat la echipa de profesioniști a lui Valladolid.  Și-a făcut debutul pe 9 ianuarie 2019, începând cu o înfrângere cu 1-0 în deplasare împotriva lui Getafe în Copa del Rey din acel sezon.  Pe 22 mai 2019, Salisu și-a prelungit contractul pentru a-l menține la club până în 2022. 

#### sezonul 2019-20
Și-a făcut debutul în La Liga pe 18 august, într-o victorie cu 2-1 în deplasare împotriva lui Real Betis.  După plecarea lui Fernando Calero la Espanyol, Salisu a devenit titular pentru echipa din Castilia și León, alături de Kiko Olivas.   Pe 26 octombrie 2019, a marcat primul său gol ca profesionist, înscriind cel de-al doilea gol al unei victorii cu 2-0 pe teren propriu împotriva lui Eibar. 

### Southampton

#### sezonul 2020-21
Pe 12 august 2020, Salisu s-a alăturat clubului din Premier League Southampton pentru o sumă în valoare de 10,9 milioane de lire sterline. Clubul englez declanșase o clauză de răscumpărare în contractul fundașului, Salisu semnând un contract de patru ani.  Managerul Ralph Hasenhüttl, și-a lăudat noua achiziție, spunând despre acesta că este un viitor prospect care are toate calitățile pentru a veni în Premier League și a ajuta Southampton. 

## Carieră internațională
În noiembrie 2019, Salisu a primit prima convocare la echipa de seniori a Ghanei, după ce a fost numit de Kwesi Appiah în echipa pentru preliminariile Cupei Africii a Națiunilor din 2021 împotriva Africii de Sud și São Tomé și Príncipe.  S-a retras din echipă invocând probleme medicale.  În 2020, după ce CK Akonnor a fost numit manager al echipei naționale, conform speculațiilor mass-media a încercat să-l ajungă, dar eforturile sale s-au dovedit zadarnice, deoarece părea că Salisu nu era interesat să joace pentru echipă.   Familia sa a ieșit ulterior cu o declarație prin care să infirme toate informațiile din spațiul public care sugerau refuzul său de a juca la echipa națională. Declarația spune că „Dorim în continuare să afirmăm fără echivoc că fiul nostru este un ghanez mândru și foarte gata să reprezinte Ghana la orice nivel și moment”.   Fratele său mai mare a acordat ulterior un interviu la postul de radio local Angel FM, vorbind despre apelul fratelui său la Black Starlets, echipa sub-17 a Ghanei, în timp ce juca în Ghana, din cauza incapacității sale de a plăti pentru a fi în echipă și nu pentru că performanța lui era substandard. 
În aprilie 2021, în timpul unui interviu acordat MozzartSport Kenya, Salisu a declarat că va fi mândru să joace la echipa națională, dar și că a simțit că nu este momentul potrivit pentru a juca, deoarece își dorea să se concentreze asupra clubului său.   În iulie 2022, președintele FA Ghana, Kurt Okraku, a anunțat oficial că Salisu a acceptat în sfârșit să reprezinte Black Stars. 
Salisu și-a făcut debutul pentru naționala Ghanei pe 23 septembrie 2022, ca înlocuitor în repriza a doua într-o înfrângere cu 3-0 într-un amical împotriva Braziliei.  Pe 17 noiembrie 2022, Salisu a marcat primul său gol într-un amical împotriva Elveției, pe care Ghana l-a câștigat cu 2-0. 